# Ciliochora longiseta
Ciliochora longiseta är en svampart som först beskrevs av Marjan Raciborski, och fick sitt nu gällande namn av Franz Xaver von Höhnel 1924. Ciliochora longiseta ingår i släktet Ciliochora, divisionen sporsäcksvampar och riket svampar.   Inga underarter finns listade i Catalogue of Life.